# Grand Hotel Eden
Il Grand Hotel Eden è uno storico albergo di lusso di Genova in Italia.

## Storia
L'albergo venne costruito nei primi anni 1880 da Luigi Bonera e inaugurato nel 1885. Nel 1888 venne rilevato dalla famiglia di albergatori svizzeri dei Fanconi Klainguti, che all'epoca dell'acquisto era già proprietaria dell’Hotel Bernina a Samedan e dell’Hotel Viktoria a Sankt Moritz. All'apertura, l'albergo era dotato di ascensori e riscaldamento a vapore, affermandosi come uno dei più importanti e lussuosi della Riviera. Analogamente ad altri albergatori svizzeri attivi a Nervi, la famiglia Fanconi si occupava della gestione dell’Eden durante i mesi invernali, mentre nei mesi estivi invitava la propria clientela a soggiornare negli alberghi di sua proprietà in Svizzera.
Negli anni successivi alla sua apertura, nell'albergo soggiornarono importanti personaggi quali Henryk Sienkiewicz, Arrigo Boito, Giuseppe Verdi, Richard Strauss e il Segretario di Stato americano John Hay.
Durante la Prima guerra mondiale l’edificio fu adibito a ospedale militare. Terminato il conflitto, riprese regolarmente la sua attività alberghiera fino al 1943, quando venne requisito dall'esercito tedesco. Nel 1945, in particolare, ospitò reparti di radiotelegrafisti della Marina tedesca.